# Dichroïsme

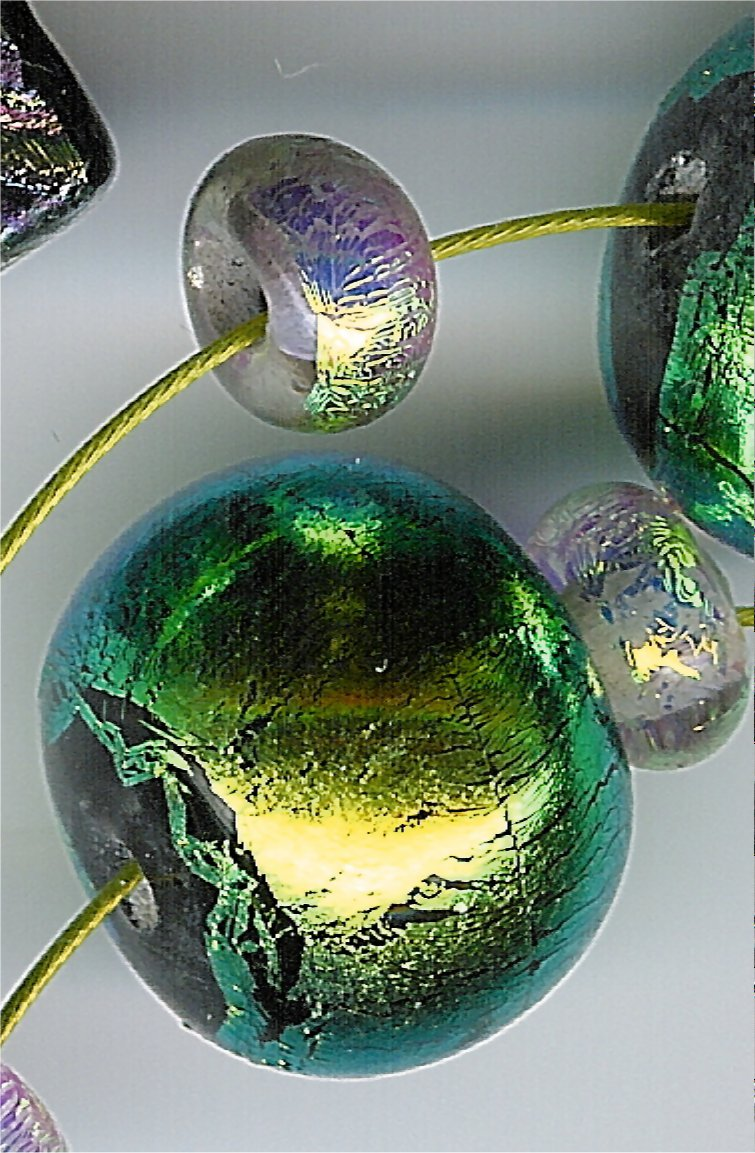
Dichroïsche kralen

Dichroïsme heeft in de optica twee verwante maar verschillende betekenissen: een dichroïsch materiaal splitst licht in twee verschillende kleuren, ofwel absorbeert licht meer of minder afhankelijk van de polarisatie.
De oorspronkelijke betekenis van het woord dichroïsch, van het Grieks dichroös, slaat op een optisch instrument dat een lichtstraal kan splitsen in twee stralen met verschillende golflengte. Voorbeelden van zulke instrumenten zijn spiegels en filters die zijn voorzien van een optische laag die licht in een bepaald golflengtebereik reflecteert en daarbuiten doorlaat. Een toepassing daarvan is het dichroïsch prisma dat in sommige digitale camera's wordt gebruikt om licht te splitsen in rood, groen en blauw voor opname op verschillende CCD's.